# Tarja Filatov
Tarja Katarina Filatov (ur. 9 sierpnia 1963 w Hämeenlinnie) – fińska polityk, od 2000 do 2007 minister pracy, posłanka do Eduskunty.

## Życiorys
W 1983 zdała egzamin maturalny, kształciła się następnie w zakresie nauk społecznych na Uniwersytecie w Tampere. Pracowała w organizacjach młodzieżowych, a także w administracji miejskiej i regionalnej. Od 1990 do 1994 przewodniczyła organizacji młodzieżowej SDP, a w latach 1999–2008 kierowała partyjną frakcją kobiet.
W 1995 po raz pierwszy dostała się do parlamentu z ramienia Socjaldemokratycznej Partii Finlandii. W wyborach parlamentarnych w 1999, 2003, 2007, 2011, 2015, 2019 i 2023 uzyskiwała reelekcję. Od lutego 2000 do kwietnia 2007 w rządach Paava Lipponena, Anneli Jäätteenmäki i Mattiego Vanhanena sprawowała urząd ministra pracy.